# Berakhot (Talmud)

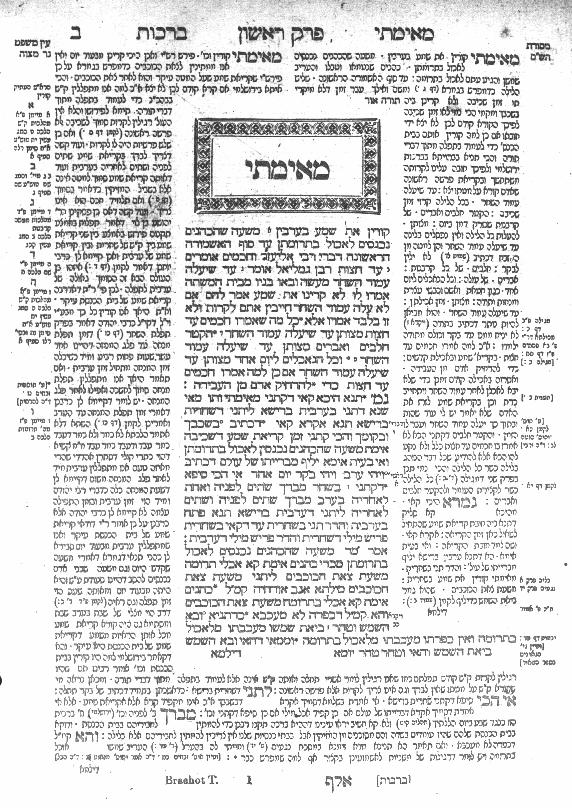
Prima pagina del trattato

Berachot (ebraico: ברכות - B'rakhoth in ebraico classico, "Benedizioni") è il primo trattato  (ebraico:masekhet) del Seder Zeraim, una raccolta della Mishnah che si concentra principalmente sulle leggi agricole, della coltivazione e delle piante. Si rivolge in primo luogo alle norme relative alla preghiera "Shema" (una sezione della Torah recitata come parte di preghiera), all'Amidah (preghiera silenziosa), alla Birkat Hamazon (rendimento di grazie dopo i pasti) , il Kiddush (cerimonia di santificazione dello Shabbat e festività), la Havdalah (cerimonia conclusiva dello Shabbat e festività) e altre benedizioni e preghiere. È l'unico trattato dello Zeraim che ha una Gemara (commenti e analisi rabbinici) sia nel Talmud babilonese che in quello gerosolimitano.

## Lo Shemà
I primi tre capitoli del trattato si occupano dell'invocazione ebraica Shema, la preghiera centrale dell'ebraismo che deve esser recitata due volte al giorno. Gli argomenti discussi includono quando dirla, come dirla e possibili esenzioni dal completamento di questa mitzvah ("comandamento").

### Recitare lo Shema
Capitolo 1
Capitolo 1:1
Mishnah א - In caso dello Shema serale, si inizia a recitarlo quando i Kohanim entrano per consumare la loro terumah (תרומה), che è al calar della notte. Rabbi Eliezer dice che può essere recitato fino alla fine della prima veglia. Interpreta "quando ti sdrai" (ובשכבך) a significare che lo Shema viene recitato nel momento in cui la gente si sdraia per andare a dormire e chi va a dormire lo fa entro la fine della prima veglia. I saggi affermano che si può recitare fino a mezzanotte. E Rabban Gamliel dice fino alla prima luce dell'alba. Rabban Gamliel infatti asserisce che qualsiasi mitzvah che i saggi dicono si possa osservare solo fino a mezzanotte può effettivamente essere eseguita fino alla prima luce dell'alba. I saggi hanno detto fino a mezzanotte per dissuadere il fedele dal procrastinare e quindi trasgredire.
Capitolo 1:2
Mishnah ב - Il momento di recitare lo Shema mattutino viene indicato come "quando ti alzi" (ובקומך) e ciò è definito quando c'è abbastanza luce per distinguere tra lana blu (תכלת) e lana bianca. Rabbi Eliezer dice tra la lana blu e lana verde, che sarebbe un periodo un po' più tardi. Rabbi Yehoshua dice che fino alla fine delle prime tre ore del giorno, perché era usanza che i re si alzassero da quel momento. Le ore a cui ci si riferisce sono stagionali e sono definite misurando sia dalla prima luce dell'alba fino al calar della notte, sia dal sorgere del sole fino al suo tramonto (questo è un argomento famoso), dividendo il tutto in dodici parti uguali. La Halakhah è d'accordo con Rabbi Yehoshua e, se uno recita lo Shema dopo le prime tre ore, è come se stesse leggendo dalla Torah, il che dimostra che recitare lo Shema correttamente è superiore anche al recitare i passi della Torah. Il momento ideale per recitare lo Shema è poco prima dell'alba in modo che Shemoneh Esrei possa essere iniziato esattamente all'alba. Questo è ciò che significa unire la benedizione redentiva allo Shemoneh Esrei.
Capitolo 1:3
Mishnah ג - Viene qui discussa la posizione che l'orante deve assumere quando recita lo Shema. La Scuola di Shammai affermava che lo Shema serale dovrebbe esser recitato stando sdraiati perché è scritto "quando ti sdrai" (ובשכבך) e lo Shema mattutino dovrebbe esser recitato stando in piedi perché è scritto "quando ti alzi" (ובקומך). La Scuola di Hillel affermava che si può recitare lo Shema in qualsiasi posizione poiché è scritto "quando ti incammini" (ובלכתך בדרך). Hillel dice che "quando ti sdrai e quando ti alzi" (ובשכבך ובקומך) vuol significare che è recitata nel momento in cui ci si sdraia e ci si alza e non in quale posizione fisica si è mentre lo si recita. Come per la maggioranza dei casi, la Halakhah si accorda con Hillel.
Mishnah ד - Di mattina le due benedizioni dette prima dello Shema sono "Chi crea la luce" (יוצר אור) e "Con grande amore" (אהבת רבה); poi segue la benedizione "Vero e giusto" (אמת ויציב). Di sera, prima dello Shema, si recitano le due benedizioni "Chi porta la sera" (המעריב ערבימ) e "Con eterno amore" (אהבת עולם); dopo si dicono "Vero e fedele" (ואמת ואמונה) e "Facci adagiare" (השכיבו). Una benedizione breve non può esser recitata al posto di una lunga e viceversa. Dove i saggi dicono di concludere una benedizione con "Sii benedetto, o Signore" ('ברוך אתה ה), non si può concludere senza dirlo. Dove i saggi non dicono di concludere in tale forma, non si può aggiungere altro.
Mishnah ה - Una mitzvah che cita l'Esodo dall'Egitto di notte.
Capitolo 2:4
L'inizio del secondo capitolo esamina il protocollo di come si recita esattamente lo Shema stesso. Poiché dire lo Shema richiede concentrazione solo per il primo versetto per adempiere alla relativa mitzvah, i lavoratori possono recitare la preghiera anche se sono su un albero (se l'albero ha molti rami) o su un muro di pietre. Tuttavia ciò non si applica alla Amidah.

### Esenzioni
Il resto del secondo capitolo e tutto il terzo considerano le esenzioni dal recitare lo Shema poiché esistono casi in cui una persona non è obbligata a dirlo. Il secondo capitolo contiene anche una serie di parabole relative a Rabban Gamliel per assistere il lettore a capire la ragione delle esenzioni e perché siano permesse. Un uomo recentemente sposato è esentato dal recitare la preghiera dato che potrebbe essere in ansia per il suo matrimonio.
Capitolo 2:5
Tuttavia, se l'uomo è in grado di dedicarsi a Dio in preghiera opportunamente, allora può recitare lo Shema nonostante l'esenzione.
Capitolo 2:8
Una persona che al momento è in lutto per la morte di un parente, è dispensato dal dire lo Shema e indossare i tefillin.
Capitolo 3:1
Le persone che partecipano ad un funerale e vedono la persona in lutto, non devono recitare lo  Shema in modo che la persona non si senta a disagio per non averla detta. Donne, schiavi e bambini sono esentati dal recitare lo Shema e indossare i tefillin ma non sono dispensati dal dire la Amidah, dall'affiggere la mezuzah (allo stipite) e dalla Birkat Hamazon.

## L'Amidah

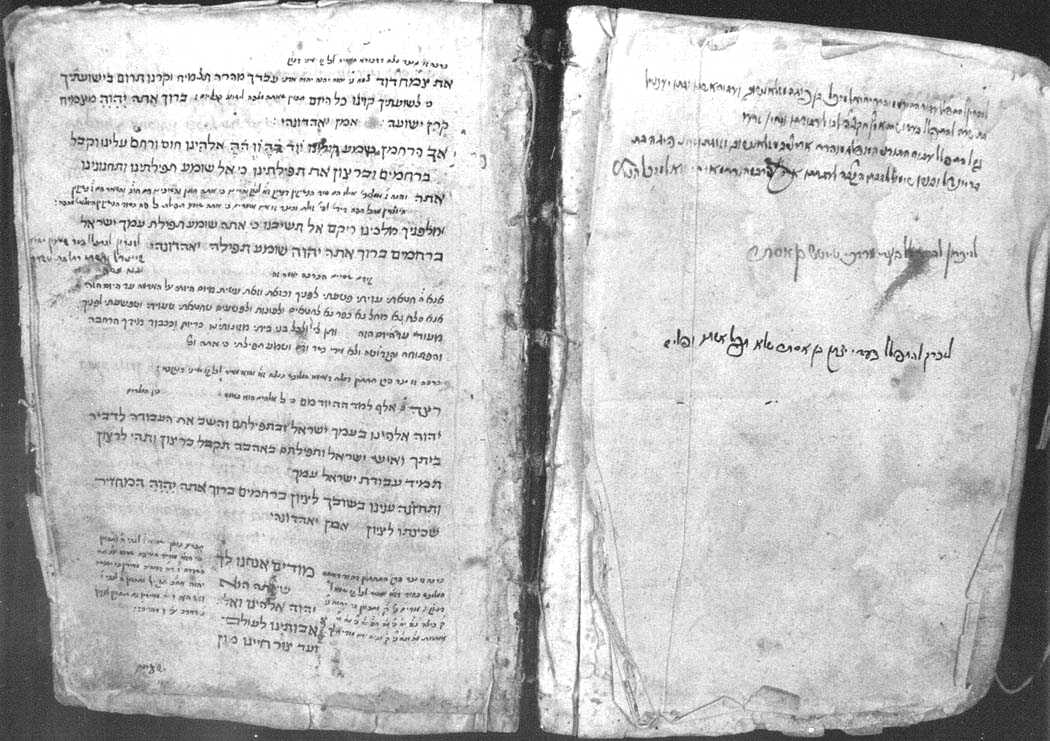
Fotografia del Siddur manoscritto dal Baal Shem Tov coi nomi dei suoi allievi scritti nei margini per assisterlo a ricordarli nelle preghiere. Il libro è aperto sulla preghiera Amidah o Shemoneh Esrei, con le benedizioni da "Yeshuah" a "Modim" visibili.
Agudas Chabad Library, archivio nr. 1994.

I capitoli 4 e 5 discutono dell'importante preghiera nota come Shemoneh Esrei (letteralmente "diciotto", dato che erano 18 invocazioni, ma poi diventate 19), Amidah (letteralmente "stando in piedi"), o semplicemente Tefillah. La preghiera era originalmente composta da diciotto benedizioni con una diciannovesima aggiunta da Rabban Gamliel. Viene recitata tre volte al giorno, stando in piedi e senza interruzioni.

### Preghiere quotidiane
Esistono due fonti possibili per queste tre preghiere quotidiane: i Patriarchi e le offerte giornaliere al Tempio.
Shacharit può esser recitata fino a mezzogiorno; Rabbi Yehudah dice fino alle quattro ore. Mincha è recitata nel pomeriggio. Questo periodo della giornata è diviso in tre sezioni: mincha ghedolah dalle 6 e mezza fino alla fine dell'ora dodicesima; mincha ketanah dalle ore nove e mezza fino alla fine della dodicesima ora; plag hamincha è metà della Mincha ketanah. Il momento ideale per recitare Mincha è alle ore 9½, dato che quello era quando l'offerta mincha era officiata. Ma'ariv può esser detta dal tramonto fino a mezzanotte (o all'alba se necessario). Può esser detta persino appena prima del tramonto ma in tal caso non si adempie l'obbligo del recitare lo Shema serale a Ma'ariv.

### Come recitare l'Amidah
Si deve dire la Amidah ogni giorno ma si può abbreviarla se uno non conosce bene le preghiere e in casi improvvisi di emergenza.
Capitolo 4:3
Colui che prega meccanicamente non sta pregando. Quando ci si trova in situazioni pericolose, si deve dire una breve preghiera per salvaguardarsi.
Capitolo 4:4
Se uno sta cavalcando un somaro, deve smontare per dire la Amidah. Se non può smontare, deve girare la testa verso Gerusalemme. Se non può farlo, deve rivolgere il proprio cuore a Dio. Ciò si riferisce anche a colui che viaggia per nave o in carrozza.
Capitolo 4:5
Capitolo 4:6
Musaf deve sempre esser detta nei giorni prescritti, che si sia formato o meno un minian ("quorum").
Capitolo 4:7
Non si deve recitare la Amidah se non si è sicuri di come farlo o manca lo spirito di devozione.
Capitolo 5:1
Musaf di Pesach ("Pasqua") deve includere una preghiera per la pioggia.
Capitolo 5:2

### Condurre la preghiera
Se uno fa un errore mentre conduce la congregazione nella preghiera Amidah, un sostituto deve continuare da quel punto.
Capitolo 5:3
Il conduttore della preghiera non deve rispondere "amen" ai kohanim che lo seguono.
Capitolo 5:4
Se colui che prega (per sé stesso o come conduttore) commette un errore, è un cattivo presagio per lui. Se è il conduttore della preghiera, è anche un brutto segno per chi lo ha nominato.
Capitolo 5:5

## Benedizione del cibo

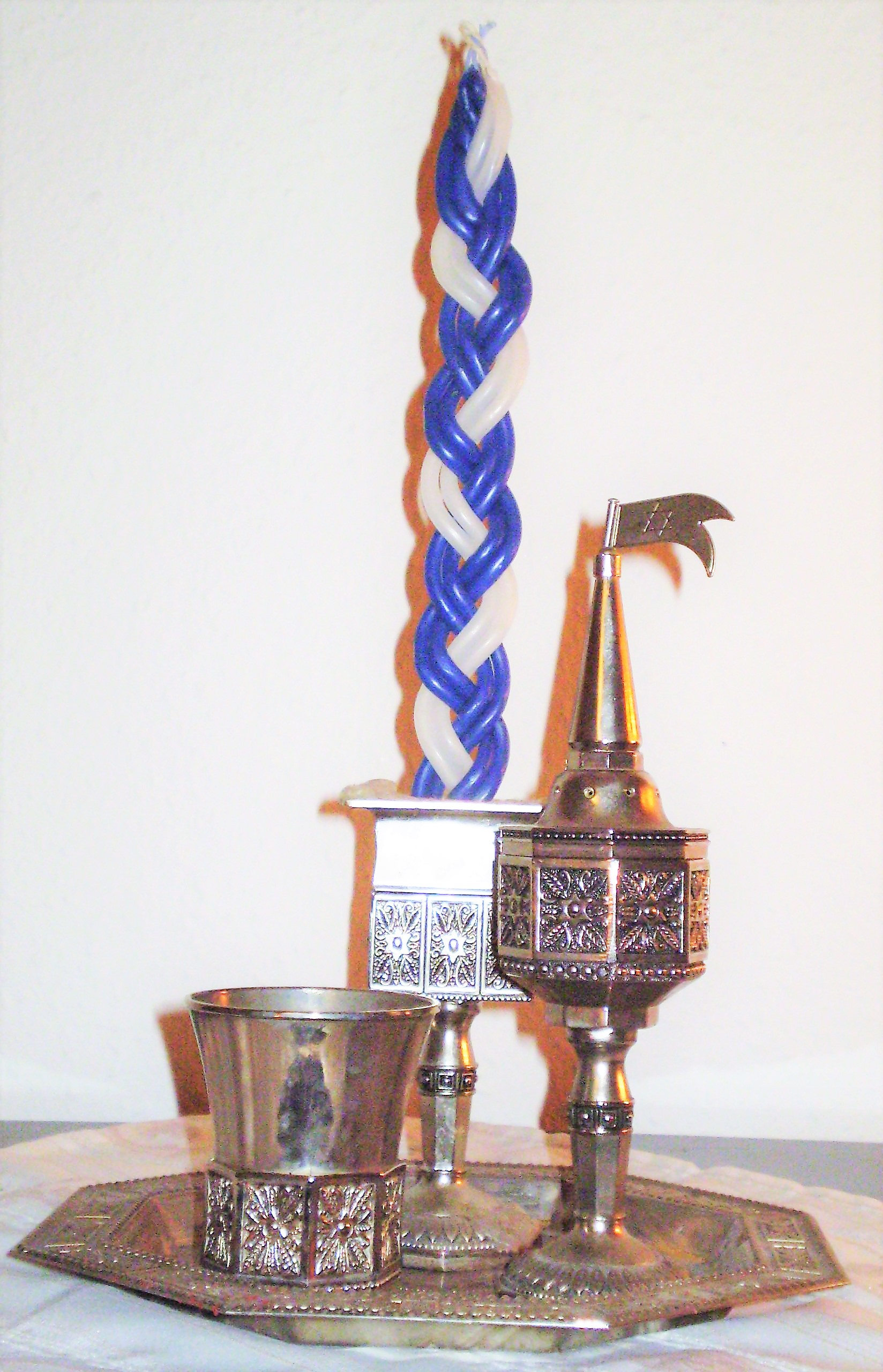
Candela della Havdalah con coppa Kiddush e bisamim, contenitore delle spezie.

Capitolo 6 considera le varie benedizioni che si usano prima di consumare differenti varietà di cibo.

### Benedizioni per tipi differenti di cibo
Esistono benedizioni speciali per la frutta, le verdure, il pane e il vino.
Capitolo 6:1
Esiste inoltre una benedizione onnicomprensiva che può essere usata se si è incerti su quale benedizione officiare. Tale benedizione complessiva deve essere usata per tutte quelle cose che non provengono direttamente dalla terra, come il latte, il pesce e le uova. Se una persona deve benedire molti tipi di cibo, può sceglierne alcune e saranno valide per tutti i cibi.

### Come benedire il cibo
Una benedizione per un cibo particolare è sufficiente per tutto il pasto e non è necessario ripeterla. Un pasto comune necessita di una sola serie di benedizioni per tutto il gruppo ma singole persone che pranzano insieme (ma non come gruppo) devono dire le benedizioni individualmente. Il cibo di prima importanza è quello per cui si deve dire la benedizione. Se uno deve mangiare un panino, si deve dire la benedizione per il contenuto del panino e non per il pane: invero se il pane fosse "...amotzi" non sarebbero necessarie altre benedizioni sul suo contenuto (alcuni usano dirle comunque per la frutta o ancora per dolci "...mezonot", altri invece preferiscono mangiare frutti dopo la Birkat Hamazon per evitare dubbi su questa controversia Halakhica: cfr Meqor Chajim), se invece non lo fosse si dovrebbe dire "...bore mine mezonot" sul pane, appunto non "...amotzi", e procedere con le successive altre benedizioni sul suo contenuto. Colui che beve acqua deve benedirla con la benedizione onnicomprensiva.

## Birkat Hamazon
Capitolo 7 tratta della Birkat Hamazon, la preghiera recitata dagli ebrei dopo che il pasto è stato completato.
Fichi, uva e melograni non richiedono la Birkat Hamazon intera, ma una in forma abbreviata. Se un gruppo di tre o più persone mangiano insieme, devono recitare Birkat Hamazon. Donne, schiavi e minorenni non devono essere inclusi quando si contano le tre persone necessarie citate nella precedente mishnah. Una quantità pari alla misura di un'oliva basta per necessitare una preghiera. Il numero di persone presenti non cambiano la benedizione che inizia Birkat Hamazon. Se tre persone cenano insieme, non si devono separare fintanto che non hanno terminato Birkat Hamazon. Se una persona cena da sola, deve unirsi ad un altro gruppo in modo che possano recitare Birkat Hamazon insieme.

## Kiddush e Havdalah
Capitolo 8 esamina il Kiddush, la santificazione dello Shabbat e delle Festività ebraiche e di Havdalah, la cerimonia conclusiva dello Shabbat.

### Kiddush

Si può recitare una benedizione nel vedere un fulmine.

Quando si recita Kiddush, la benedizione del vino (o del pane) precede quella del giorno. Non c'è bisogno di lavarsi le mani prima di dire Kiddush, ma si deve lavarle dopo. L'asciugamano usato per le mani non deve esser posato sulla tavola, in modo che non venga in suo contatto e la contamini rendendola ritualmente impura. Dopo il pasto, tutte le briciole nella sala da pranzo devo esser spazzate via completamente, poi i partecipanti si devono lavare le mani.

### Havdalah
Se si cena prima della fine dello Shabbat, si deve attendere fino dopo la recitazione della benedizione del fuoco (parte della cerimonia Havdalah) prima di dire la Birkat Hamazon. Non si deve dire la benedizione Havdalah finché la fiamma (della candela) non si è allargata abbastanza da illuminare l'ambiente in maniera chiara .

## Benedizioni speciali
Il nono e ultimo capitolo del trattato discutono delle varie benedizioni speciali che si possono dire in occasioni speciali, come per esempio passare da un luogo dove è avvenuto un miracolo o quando si sente un tuono o si vede un fulmine o un arcobaleno. I fenomeni naturali riflettono le meraviglie del Creato e innalzano l'essere verso l'Eterno.